# Estación de París Saint-Lazare
La estación de París Saint-Lazare (en francés: gare de Paris-Saint-Lazare) es la segunda estación de Francia y la tercera de Europa con más de 100 millones de pasajeros anuales. Es una de las seis grandes estaciones que posee París.  
Su tráfico está especialmente enfocado hacía los trenes de cercanías que cubren las afueras de París, aun así, también transitan por ella líneas regionales y de media distancia. Además ofrece conexiones con hasta cinco líneas de metro y con numerosos autobuses urbanos. 
El edificio, que es la estación más antigua de París, fue parcialmente catalogado como Monumento Histórico en 1979. Dicha inscripción se amplió en 1984.

## Historia
La historia de la estación de Saint-Lazare comienza en 1837 con la apertura de la línea de París a Saint-Germain-en-Laye. En ese momento la estación era provisional con un edificio de madera, el Embarcadero del Oeste situado en la Plaza de Europa, al salir del túnel de Batignolles, en el lugar donde se ubicaba el Parque Tivoli. La línea daba servicio entonces a las estaciones de Pont-Cardinet, Clichy-Levallois, Asnières, La Garenne-Colombes, Nanterre-Ville y Le Vésinet-Le Pecq.
En 1841 se construyó una segunda estación provisional en la C/Estocolmo, frente a la Plaza de Europa, siguiendo los planos del arquitecto Alfred Armand. El edificio se construyó sobre las vías, en la desembocadura del túnel de Europa. Dos rampas daban acceso a los andenes. La intención de los hermanos Péreire, promotores de este ferrocarril, era prolongar la línea hacia el centro de París, hasta la C/Tronchet que lleva a la Iglesia de la Madeleine, pero frente a la oposición del ayuntamiento y los propietarios de los terrenos afectados se abandonó este proyecto.
La tercera estación se construyó en el lugar donde se ubica la actual, la C/ Le Havre, siguiendo los planos del arquitecto Alfred Armand y el ingeniero Eugène Flachat. Las obras se extendieron durante 11 años, entre 1842 y 1853.
En 1867 la estación se convierte en la más importante de París con 25 millones de viajeros al año. La estación ha sido extendida hasta el punto de hablar de una cuarta estación, inaugurada en 2 de junio de ese año con motivo de la Exposición Universal por parte de Napoleón III acompañado del emperador austrohúngaro y el Zar de Rusia.
De 1885 a 1889 la estación sufre una gran ampliación llevada a cabo por el arquitecto Juste Lisch a cuenta de la Compañía de Ferrocarriles del Oeste, que con ocasión de una nueva Exposición Universal dio a la estación su fisionomía actual. En aquel momento se construyó el Hotel Terminus frente a la fachada principal de la estación, a la cual está unido por una pasarela cubierta hoy día desafectada.
Restaurada en 1936 todavía tiene el vestíbulo de Roma y su escalera doble a la que se añadieron escaleras mecánicas.
En 1972, la línea de Saint-Germain-en-Laye se integró en la Línea RER A y se transfirió su gestión a la RATP llegando ésta a la nueva estación de Auber en el barrio de la Ópera, a menos de 500 m de la estación. La estación perdió entonces su línea histórica y un importante flujo de viajeros. Este cambio se notó aún más cuando la línea que iba a Cergy-Saint Christophe se añadió como ramal de la Línea RER A el 29 de mayo de 1988, seguida de la línea de Poissy en 1989.

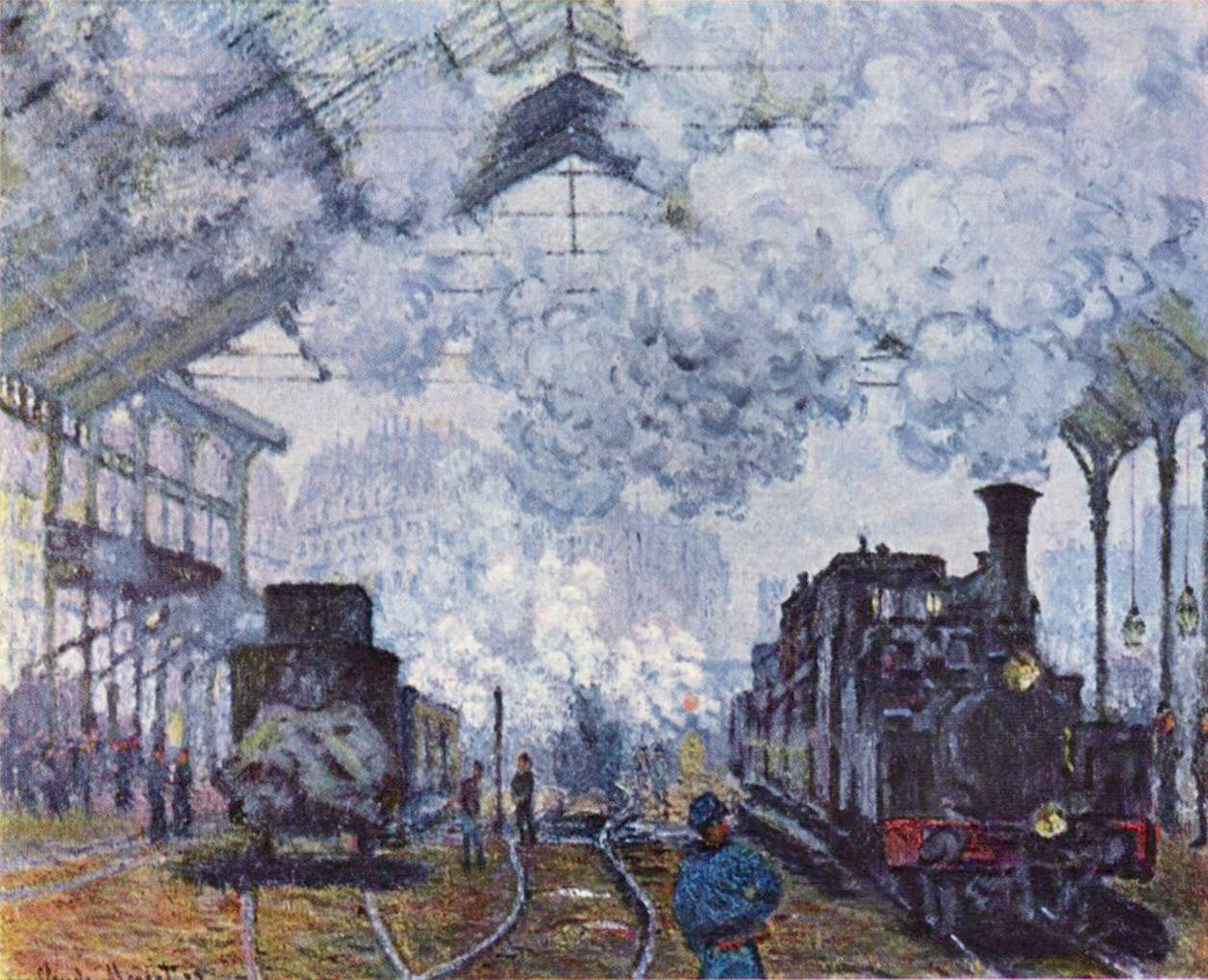
La estación de Saint-Lazare de Claude Monet.

Hoy día la estación de Saint-Lazare tiene 27 vías con andén y correspondencia con muchas líneas de autobús urbano, metro y RER.
La SNCF ha comenzado un plan de gran envergadura bautizado como Demain Saint Lazare para remodelar la estación con vistas a rematar las obras en 2010 en el marco del programa Gares en mouvement que supone una inversión de 123 millones de euros. El primer arreglo se llevó a cabo en 2002 con la limpieza y revocado de fachadas. La sala de la planta a nivel de calle está en proceso de remodelación para integrar más locales comerciales y escaleras mecánicas que faciliten el acceso a la estación subterránea.

## Servicios ferroviarios

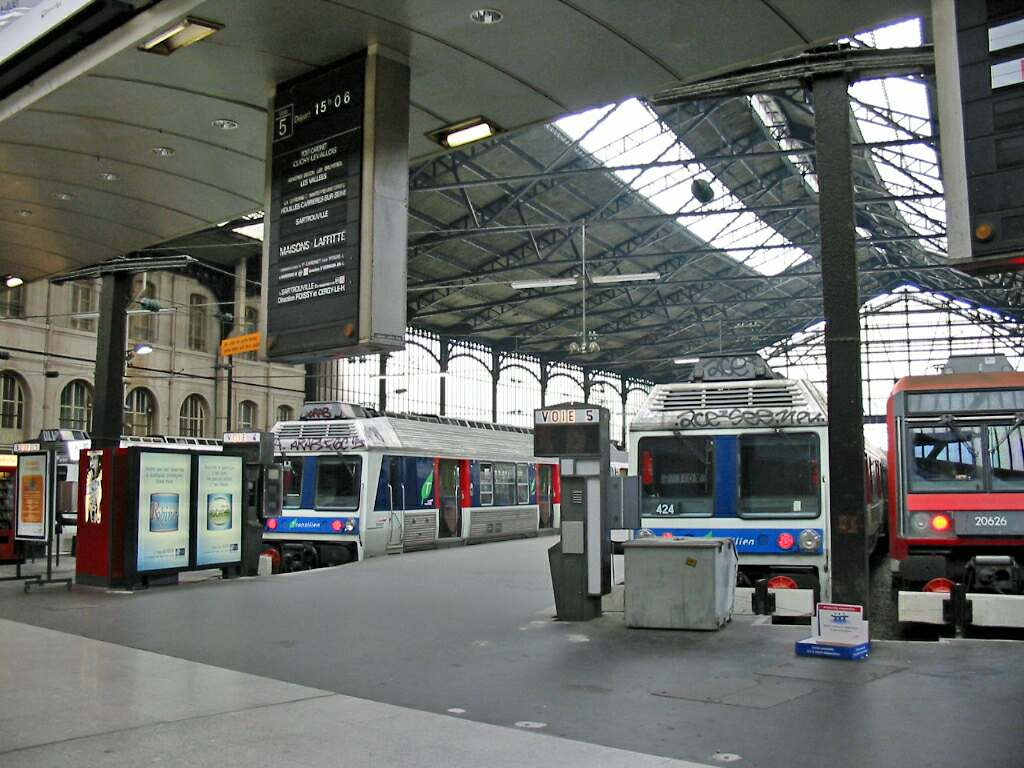
Transilien en las vías terminales

### Media distancia
A diferencia de las demás estaciones principales de París, Saint-Lazare siempre se ha caracterizado por un escaso tráfico de trenes de grandes líneas. Este se limita esencialmente a trenes de media distancia que se dirigen principalmente hacia Normandía. Detalle de las líneas cubiertas por los antiguos Corail, ahora Intercités Normandia:
- Línea París ↔ Cherbourg
- Línea París ↔ Caen / Saint-Lô / Trouville - Deauville
- Línea París ↔ Le Havre
- Línea París ↔ Rouen
- Línea París ↔ Dieppe

### Regionales
Las únicas líneas regionales que llega hasta la estación, también desde Normandia, son:
- Línea París ↔ Serquigny
- Línea París ↔ Évreux-Normandie

### Cercanías
Mucho más relevante es el tráfico de los trenes de cercanías de las líneas J y L del Transilien. Si bien sólo son dos líneas a través de sus varios ramales abarcan gran parte del oeste de la región parisina moviendo un número muy alto de viajeros. 

## Correspondencias

### Metro
Saint-Lazare está especialmente bien comunicada con la red del metro de París ya que hasta cinco líneas de metro acceden de una forma u otra hasta la estación del suburbano que da servicio a la estación de tren. 

### RER
También el RER, a través de su línea E, llega hasta la estación de Haussmann - Saint-Lazare enlazando con la estación de tren.

### Autobús
Un amplio número de líneas de bus urbano, tanto diurnos, como nocturnos (los noctiliens), permiten llegar a Saint-Lazare. 
| línea | <<                                  | >>                                       |
| ----- | ----------------------------------- | ---------------------------------------- |
| RATP  |                                     |                                          |
| 20    | cabecera                            | Gare de Lyon                             |
| 21    | cabecera                            | Stade Charléty-Porte de Gentilly Tramway |
| 22    | Porte de Saint-Cloud                | Opéra                                    |
| 24    | cabecera                            | École Vétérinaire de Maisons-Alfort      |
| 26    | cabecera                            | Nation                                   |
| 27    | cabecera                            | Porte d'Ivry-Claude Régaud               |
| 28    | cabecera                            | Porte d'Orléans Métro-Tramway            |
| 29    | cabecera                            | Porte de Montempoivre                    |
| 32    | Porte d'Auteuil                     | Gare de l'Est                            |
| 43    | Neuilly-Bagatelle                   | Gare du Nord                             |
| 53    | Pont de Levallois-Bécon             | Opéra                                    |
| 66    | Clichy-Victor Hugo                  | Opéra                                    |
| 80    | Porte de Versailles                 | Mairie du 18e-Jules Joffrin              |
| 81    | Porte de Saint-Ouen                 | Châtelet                                 |
| 94    | Levallois-Louison Bobet             | Gare Montparnasse                        |
| 95    | Porte de Montmartre                 | Porte de Vanves Métro-Tramway            |
| 528   | cabecera                            | Porte de Clichy                          |
|       |                                     |                                          |
| N01   | Circular Interior                   | Circular Interior                        |
| N02   | Circular Exterior                   | Circular Exterior                        |
| N15   | Gabriel Péri-Asnières-Gennevilliers | Villejuif-Louis Aragon                   |
| N16   | Pont de Levallois-Bécon             | Mairie de Montreuil                      |
| N51   | cabecera                            | Gare d'Enghien-les-Bains                 |
| N52   | cabecera                            | Gare d'Argenteuil                        |
| N53   | cabecera                            | Nanterre-Université RER                  |
| N150  | cabecera                            | Cergy-Le Haut RER                        |
| N151  | cabecera                            | Gare de Mantes-la-Jolie                  |
| N152  | cabecera                            | Cergy-Le Haut RER (vía Bezons)           |
| N153  | cabecera                            | Saint-Germain-en-Laye RER                |